# Publons
Publons je komercialno spletno mesto, ki akademikom ponuja brezplačno storitev za sledenje, preverjanje in predstavitev njihovih strokovnih pregledov in uredniških prispevkov za akademske revije. Spletno mesto je začelo delovati leta 2012, leta 2017 pa jo je kupil Clarivate Analytics (ki je tudi lastnik Web of Science, EndNote in ScholarOne). Trdi, da se je spletnemu mestu pridružilo že več kot 200.000 raziskovalcev in dodali več kot milijon pregledov v 25.000 revijah.
Publons izdela preverjen zapis o oceni revije osebe in uredniški dejavnosti za revije, ki jih je mogoče prenesti in jih vključiti v življenjepise, prijave na razpise in delovna mesta, ocene napredovanja in uspešnosti. Poslovni model Publons temelji na partnerstvu z založniki.

## Publonove nagrade za strokovni pregled
Publons Peer Review Awards so priznanja za najboljše recenzente in urednike. Publonove nagrade so prvič podelili leta 2016. Leta 2017 je bil dodan nagradni program, imenovan Sentinel Award, za izjemno zagovorništvo, inovativnost ali prispevek k strokovni oceni.